# Fortaleza EC

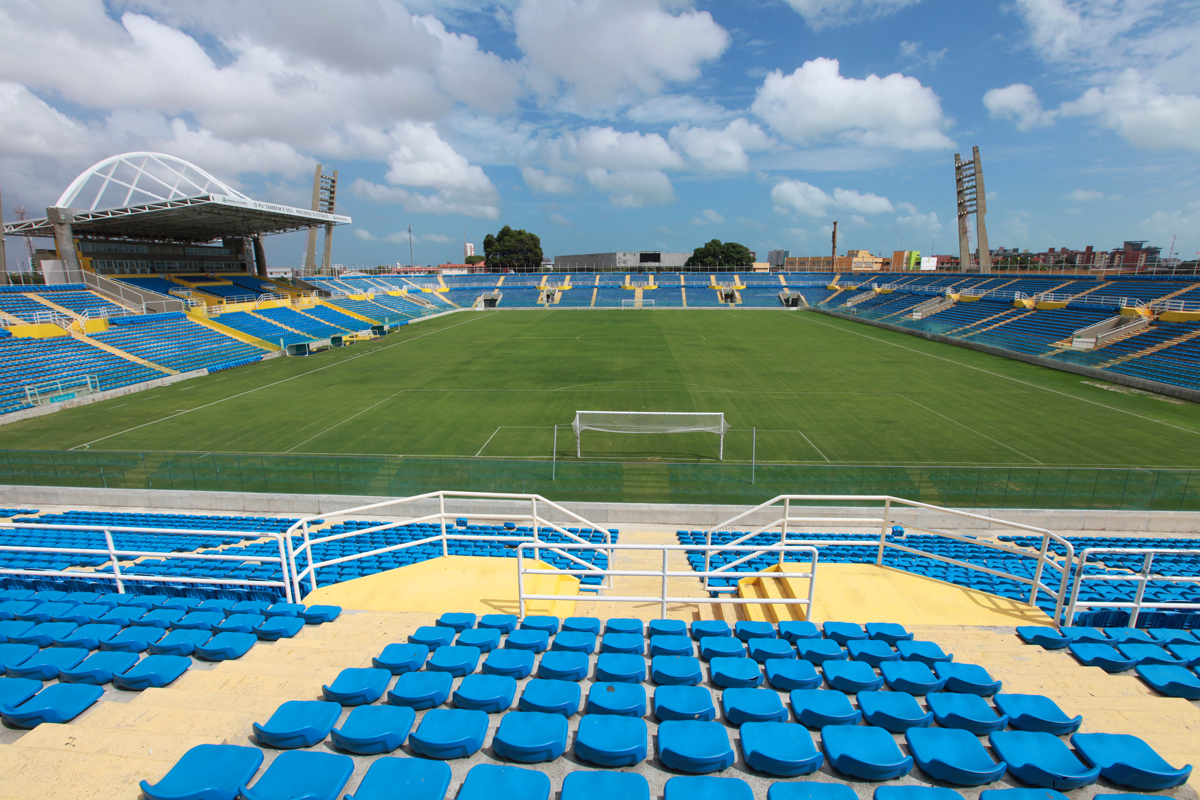
Estádio Presidente Vargas

Fortaleza Esporte Clube este o echipă de fotbal din Fortaleza, Ceará, Brazilia care evoluează în Campeonato Brasileiro da Série A.

## Lotul actual
La 19 aprilie 2024. 
| Nr. |           | Poziție | Jucător                                       |
| --- | --------- | ------- | --------------------------------------------- |
| 1   | Brazilia  | P       | João Ricardo                                  |
| 2   | Brazilia  | F       | Tinga (căpitan)                               |
| 4   | Brazilia  | F       | Titi (vice-căpitan)                           |
| 6   | Brazilia  | F       | Bruno Pacheco                                 |
| 7   | Argentina | M       | Tomás Pochettino                              |
| 8   | Argentina | M       | Emmanuel Martínez                             |
| 9   | Argentina | A       | Juan Martín Lucero (al 4-lea căpitan)         |
| 10  | Brazilia  | M       | Calebe                                        |
| 11  | Brazilia  | A       | Marinho                                       |
| 13  | Chile     | F       | Benjamín Kuscevic (împrumutat de la Coritiba) |
| 15  | Brazilia  | P       | Bruno Guimarães                               |
| 16  | Brazilia  | M       | Matheus Rossetto                              |
| 17  | Brazilia  | M       | Zé Welison                                    |
| 18  | Brazilia  | M       | Luquinhas                                     |
| 19  | Argentina | F       | Emanuel Brítez                                |
| 20  | Brazilia  | F       | Dudu                                          |

| Nr. |           | Poziție | Jucător                                  |
| --- | --------- | ------- | ---------------------------------------- |
| 21  | Brazilia  | A       | Moisés                                   |
| 22  | Brazilia  | F       | Yago Pikachu (al 3-lea căpitan)          |
| 23  | Brazilia  | P       | Santos                                   |
| 25  | Argentina | F       | Tomás Cardona                            |
| 26  | Brazilia  | A       | Breno Lopes (împrumutat de la Palmeiras) |
| 28  | Brazilia  | M       | Pedro Augusto                            |
| 30  | Brazilia  | P       | Maurício Kozlinski                       |
| 31  | Brazilia  | M       | Amorim                                   |
| 32  | Brazilia  | A       | Pedro Rocha                              |
| 35  | Brazilia  | M       | Hércules                                 |
| 36  | Brazilia  | F       | Felipe Jonatan                           |
| 37  | Brazilia  | M       | Kauan                                    |
| 39  | Argentina | A       | Imanol Machuca                           |
| 77  | Venezuela | A       | Kervin Andrade                           |
| 79  | Brazilia  | A       | Renato Kayzer                            |
| 88  | Brazilia  | M       | Lucas Sasha                              |